# Het mes in het water
Het mes in het water (Pools: Nóż w wodzie) is een film uit 1962 van de Poolse regisseur Roman Polański.

## Verhaal
De sportverslaggever Andrzej en zijn jonge vrouw Krystyna rijden met de auto door het Poolse platteland. Ze willen het weekeinde doorbrengen op een jacht op een meer in het Mazurisch Merenplateau. Onderweg nemen ze een jonge lifter mee en nodigen hem uit op hun uitstap. In de loop van de dag ontstaat er een verbale machtsstrijd tussen de kleinburgerlijke Andrzej en de rebelse, vrijheidslievende jongeman. In het middelpunt staat daarbij telkens een mes waar de jongeman mee speelt. De twee mannen proberen in de gunst te komen van Krystyna, maar geen van beiden slaagt daarin.
Na een nacht voor anker betrapt Andrzej zijn vrouw en de jongeman 's morgens vroeg op het dek tijdens een vertrouwelijk gesprek. Bij een handgemeen tussen de mannen valt eerst het mes van de jongeman overboord. Vervolgens ook de jongeman zelf. Omdat hij voordien had aangegeven niet te kunnen zwemmen, vreest het echtpaar dat hij verdronken is. Ze duiken naar hem. Wanneer ze hem niet vinden, zwemt Andrzej naar de oever om de politie in te inlichten. De jongeman is evenwel niet verdronken, maar klemt zich onopgemerkt vast aan een boei. Zodra hij vaststelt dat Krystyna alleen aan boord is, klimt hij weer aan boord. Krystyna en hij slapen samen. De jongeman verlaat de boot, voordat Krystyna aanmeert. Aan de oever wacht Andrzej op haar. Die heeft de politie niet ingelicht. Krystyna vertelt haar man dat de jongeman niet dood is. Zij vertelt hem ook over het overspel. Daarop zegt Andrzej dat hij zijn vrouw niet gelooft. Het echtpaar vat de reis naar huis aan. Ze stoppen bij een wegsplitsing. De ene weg leidt naar huis, de andere naar het politiebureau.

## Rolverdeling
| Acteur             | Personage |
| ------------------ | --------- |
| Leon Niemczyk      | Andrzej   |
| Jolanta Umecka     | Krystyna  |
| Zygmunt Malanowicz | Jongeman  |

## Prijzen
- 1962 - Złota Kaczka voor film van het jaar.